# Зверево (Ленинградская область)
Зверево (до 1948 — Реткенпя, Мялькёля, Манниккала, фин. Retkenpää, Mälkelä, Mannikkala) — посёлок в Гончаровском сельском поселении Выборгского района Ленинградской области.

## Название
Топоним Мялькёля образован от антропонима.
Зимой 1948 года решением сессии Каукильского сельсовета селению Реткенпя было присвоено наименование Зверево, в честь погибшего воина, сведения о котором отсутствуют. В ходе укрупнения к селению Реткенпяа были присоединены деревни Мялкёля и Манниккала.
Переименование было закреплено указом Президиума ВС РСФСР от 13 января 1949 года.

## История
Деревня Мялькёля упоминается в переписях 1553 и 1554 годов, тогда в ней насчитывалось 6 крестьянских дворов.

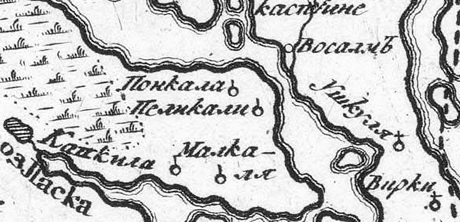
Деревня Мялкёля (Малкаля) на русской карте 1745 года

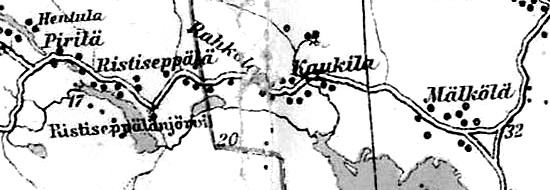
Деревня Мялькёля на финской карте 1923 года

До 1939 года деревня Реткенпяа входила в состав волости Эврепя Выборгской губернии Финляндской республики. Перед войной деревня насчитывала 130 домохозяйств. Посевных площадей у жителей было около 1000 гектаров.
С 1 января 1940 года по 30 ноября 1944 года — в составе Карело-Финской ССР.
С 1 июля 1941 года по 31 мая 1944 года — финская оккупация.
С 1 ноября 1944 года — в составе Каукильского сельсовета Яскинского района.
С 1 октября 1948 года — в составе Житковского сельсовета Лесогорского района.
С 1 января 1949 года учитывается административными данными как деревня Зверево. В ходе укрупнения к селению Реткенпяа были присоединены деревни Мялкёля и Манниккала.
С 1 мая 1950 года — в составе Выборгского района.
В 1958 году население деревни составляло 104 человека.
Согласно данным 1966, 1973 и 1990 годов посёлок Зверево входил в состав Житковского сельсовета.
В 1997 году в посёлке Зверево Житковской волости проживали 5 человек, в 2002 году — 14 человек (все русские).
В 2007 году в посёлке Зверево Гончаровского СП проживали 15 человек, в 2010 году — 51 человек.

## География
Посёлок расположен в восточной части района на автодороге 41К-084 (Зверево — Малиновка).
Расстояние до административного центра поселения — 32 км. 
Расстояние до ближайшей (недействующей) железнодорожной станции Житково — 11 км. 
К огу от посёлка протекает река Булатная.

## Демография
| 2007 | 2010 | 2017 | 2021 |
| ---- | ---- | ---- | ---- |
| 15   | ↗51  | ↘16  | ↗34  |

## Улицы
Земляничный проезд, проезд Лесная Опушка, проезд Осиновая Роща, Просечный проезд.